# Linha Socolhnitcheskaia (metro de Moscovo)

Linha Socolhnitcheskaia

A linha Socolhnitcheskaia (em russo:  Сокольническая), por vezes referida como linha 1, é uma das linhas do metro de Moscovo, na Rússia.
Foi inaugurada em 15 de maio de 1935 (89 anos) e circula entre as estações de Ulitsa Podbelhskogo e Potapovo. Tem ao todo 27 estações.